# Brotherband
Brotherband (titre original : Brotherband) est une suite romanesque de fantasy dont les livres sont écrits par John Flanagan et traduits en français par Blandine Longre.
Elle met en scène diverses aventures de Hal, un jeune skandien. C’est un spin-off de la série L'Apprenti d'Araluen du même auteur, et qui se déroule dans le même univers.
L'édition française s'est arrêtée après la sortie du tome 2 en raison d'un manque de succès commercial.

## Liste des tomes
1. Frères d'armes, Hachette Jeunesse, 2014 ((en) The Outcasts, 2011)
2. L'Invasion, Hachette Jeunesse, 2015 ((en) The Invaders, 2012)
3. (en) The Hunters, 2012
4. (en) Slaves of Socorro, 2014
5. (en) Scorpion Mountain, 2014
6. (en) The Ghostfaces, 2016

## Résumés

### Tome 1:Frères d'armes
Hal, fils d'un valeureux guerrier Skandien et d'une femme originaire d'Araluen est rejeté du fait de ses origines car il n'est pas un pur Skandien. Il doit alors faire des efforts considérables afin de prouver sa valeur. Lorsqu'il atteint l'âge requis, il entre dans un Brotherband dont il devient le chef. Il s'agit du Brotherband des Hérons. Ce Brotherband est en compétition avec celui des requins, commandé par Tursgud, un jeune homme orgueilleux et méchant, et celui des loups, commandé par Rollond, un jeune homme honnête et digne de confiance.
Pendant ce temps, Zavac, un terrible pirate débarque à Hallasholm, la capitale de Skandie où se déroule le premier tome. Petit à petit, le Brotherband de Hal s'améliore jusqu'à devenir le meilleur Brotherband. Afin de récompenser le Brotherband vainqueur, Erak, l'Oberjarl de Skandie qui gouverne la Skandie, invite les Hérons à protéger l'Andomal, la pierre sacrée des Skandiens.
Malheureusement, l'équipage de Zavac dérobe la pierre. Les Hérons, afin de laver leur honneur, partent alors à la poursuite du pirate.

### Tome 2:L'Invasion
Hal et son équipage, pour laver leur honneur, partent à la poursuite du pirate Zavac ayant dérobé l'Andomal, la pierre sacrée, le trésor le plus précieux des Skandiens.
Lorsqu'ils parviennent à trouver le pirate, celui-ci a asservi la ville de Limmat afin d'en extraire de l'émeraude. Plus tard, l'équipage du navire le Loups des Vents rejoint les Hérons. Les habitants de la ville, les Hérons et l'équipage du Loups des Vents doivent donc unir leur force afin d'anéantir les pirates.
Ils réussissent à libérer la ville de l'emprise des pirates mais ces derniers s'échappent et endommagent le Loup des vents qui doit alors rester à Limmat afin d'être réparé.

## Personnages principaux
- Hal Mikkelson : Hal est le personnage principal de la série, il est orphelin de père. Le père de Hal Mikkel était un grand guerrier Skandien et sa mère était une esclave venue d'Araulen avant d'être affranchie par Mikkel qui devient ensuite son mari. Il est aussi le skirl du Héron, un bateau qu'il construit avec l'aide de son Brotherband, les Hérons (nom de l'équipage du Brotherband).
- Thorn : Thorn est un ami proche du père de Hal. Il a perdu sa main droite lors d'une tempête en mer. Il est également proche de Hal.
- Erak : Oberjarl de Skandie. Il était autrefois le capitaine du Loup des vents.
- Svengal : Second d'Erak. Il est désormais au commandement du Loup des vents.
- Stig : Meilleur ami de Hal, il a tendance à s'emporter rapidement.

## Publication Française
La publication française de Brotherband, démarrée en 2014, s'est achevée en 2015 avec L'invasion, deuxième volume de la série. La raison de cet arrêt vient tout simplement du fait que la série a rencontré un succès très mitigé en France, rendant la parution de la suite peu intéressante.